# Моисеенко, Алексей Васильевич
 Алексей Васильевич Моисеенко (21 декабря 1947, Тула, РСФСР — 4 февраля 2017, Сыктывкар, Республика Коми, Российская Федерация) — советский и российский оперный и камерный певец, заслуженный артист Российской Федерации, народный артист Республики Коми. Лауреат Всероссийских конкурсов. Обладатель Гран-при международного конкурса русского романса им. И. Юрьевой.

## Биография
В 1966—1969 годах служил на Тихоокеанском флоте.
В 1978 году окончил Московскую государственную дважды ордена Ленина консерваторию им. П. И. Чайковского по классу Г.И. Тица (сольное пение).
В 1997 году участвовал в Собиновском фестивале в Саратове. В 1998 году был приглашен для участия в постановке оперы С. В. Рахманинова «Монна Ванна», которая впервые была исполнена в Большом зале Московской консерватории на фестивале, посвященном 125-летию со дня рождения композитора. В 1999 и 2000 годах участвовал в фестивалях им. Ф. И. Шаляпина в Казани.
Обладатель Гран-при международного конкурса русского романса им. И. Юрьевой (2006).
В 2006 и 2007 годах — лауреат всероссийских конкурсов русского романса «Белая акация» (I премия) в Йошкар-Оле.

## Творчество
Обладал драматическим тенором большой силы, красивого тембра и полного диапазона. В репертуаре — сложнейшие партии мировой оперной классики:
- Каварадосси — «Тоска» Дж. Пуччини
- Хосе — «Кармен» Ж. Бизе
- Отелло — «Отелло» Дж. Верди
- Альфредо — «Травиата» Дж. Верди
- Радамес — «Аида» Дж. Верди
- Канио — «Паяцы» Руджеро Леонкавалло
- Неморино — «Любовный напиток» Гаэтано Доницетти
- Герман — «Пиковая дама» П. И. Чайковского
- Ленский — «Евгений Онегин» П. И. Чайковского

Пел в оперных театрах Саратова, Свердловска, Новосибирска, Красноярска, Казани, Уфы, Перми, в Санкт-Петербургском Мариинском театре.
С 1989 г. участвовал в оперных постановках и концертах в Германии, Австрии, Швейцарии, Норвегии, Венгрии, США, Италии. Участвовал в большом концертном шоу «Русские соловьи над Нью-Йорком».
Был организатором и продюсером трёх международных открытых турниров певцов финно-угорских народов «Зарни колипкай» («Золотой жаворонок») в Сыктывкаре.
Выпустил сборник стихов «Я родился в России…»

## Общественная деятельность
- Председатель общественного совета при ГУФСИН России по Республике Коми[3]
- Принимал участие во Всероссийском конкурсе «Калина Красная», проводил мастер-классы при его подготовке[4]

## Награды и звания
- Заслуженный артист Российской Федерации (2006)
- Заслуженный артист Коми АССР (1989)
- Народный артист Республики Коми (1997)
- Орден Дружбы (9 января 2012) - за большие заслуги в развитии отечественной культуры и искусства, многолетнюю плодотворную деятельность[5]